# Castelseprio
Castelseprio je općina u pokrajini Varese u Lombardiji u sjeverozašadnoj Italiji oko 35 km sjeverozapadno od Milana i 11 km južno od središta pokrajine, grada Varesea.
Castelseprio je 2011. god., zbog crkve Santa Maria foris portas, zajedno s još 7 lokacija (Langobardska središta u Italiji) uvršten na UNESCO-ov popis mjesta svjetske baštine u Europi

## Povijest
Castelseprio je mjesto rimske utvrde u antici, te značajnog langobardskog grada u ranom srednjem vijeku, prije nego što ga je uništilo Milansko vojvodstvo 1287. godine, od kada je i napušten. Danas je sačuvan kao arheološki park u istoimenoj općini Castelseprio.

## Znamenitosti
Kaštel s "tornjem Torba" i Gospinom crkvom izvan zidina (Santa Maria foris portas) je bivši starorimski castrum koji je pretvoren u stražarnicu samostana posvećenog Gospi, a koji je postao prva trgovačka postaja Langobarda u 8. stoljeću. Bazilika je trobrodna bazilika sa središnjom apsidom u kojoj se nalaze najveće freske predromanike.
Slavne bizantske freske su od iznimne rijetkosti i umjetničkog značaja. Skrivene stoljećima, ove freske s konca 9. stoljeća otkrivene su tek 1944. godine. Freske na središnjoj apsidi crkve predstavlja najfiniji umjetnički ranosrednjovjekovni slikovni ciklus, te se smatraju jedinstvenim u ranosrednjovjekovnoj europskoj umjetnosti.